# Cinnycerthia
Genre
Cinnycerthia est un genre de passereaux de la famille des Troglodytidae. Il se trouve à l'état naturel dans le Nord de l'Amérique du Sud,,,.

## Liste des espèces
Selon la classification de référence du Congrès ornithologique international (version 8.1, 2018) :
- Cinnycerthia fulva (Sclater, PL, 1874) — Troglodyte fauve
  - Cinnycerthia fulva fitzpatricki Remsen & Brumfield, 1998
  - Cinnycerthia fulva fulva (Sclater, PL, 1874)
  - Cinnycerthia fulva gravesi Remsen & Brumfield, 1998
- Cinnycerthia olivascens Sharpe, 1882 — Troglodyte de Sharpe, Troglodyte olivâtre
  - Cinnycerthia olivascens bogotensis (Matschie, 1885)
  - Cinnycerthia olivascens olivascens Sharpe, 1882
- Cinnycerthia peruana (Cabanis, 1873) — Troglodyte brun
- Cinnycerthia unirufa (Lafresnaye, 1840) — Troglodyte roux
  - Cinnycerthia unirufa unirufa (Lafresnaye, 1840)
  - Cinnycerthia unirufa chakei Aveledo & Ginés, 1952
  - Cinnycerthia unirufa unibrunnea (Lafresnaye, 1853)